# Willem VII van Monferrato
Willem VII van Monferrato bijgenaamd de Grote (Trino, circa 1240 - Alessandria, 6 februari 1292) was van 1253 tot aan zijn dood markgraaf van Monferrato. Eveneens was hij titulair koning van Thessaloniki. Hij behoorde tot het huis der Aleramiden.

## Jeugd
Willem was de zoon van markgraaf Bonifatius II van Monferrato en diens echtgenote Margaretha van Savoye, dochter van graaf Amadeus IV van Savoye. In 1253 stierf zijn vader, waarna Willem hem opvolgde als markgraaf van Monferrato. Omdat hij toen nog minderjarig was, werd hij tot in 1257 onder het regentschap van zijn moeder geplaatst. Nadat hij volwassen was verklaard, huwde hij in 1258 met Isabella (circa 1240 - 1270), dochter van Richard de Clare, de 6de Earl van Gloucester. Uit het huwelijk werd een dochter geboren: Margaretha (overleden in 1286), die in 1281 huwde met infant Jan van Castilië, een zoon van koning Alfons X van Castilië.

## Politiek in Piëmont
Tijdens de eerste jaren van zijn bewind probeerde Willem VII net zoals vele van zijn voorgangers om zijn macht in het zuiden van Piëmont uit te breiden. Hij deed dit door onder andere de onafhankelijkheid van de steden Alessandria en Asti te bestrijden. Om zijn macht te kunnen uitbreiden, zocht Willem VII steun bij het Koninkrijk Frankrijk en de Kerkelijke Staat. Omdat hij tegelijkertijd goede relaties had met het Heilige Roomse Rijk, kreeg hij conflicten met de Ghibellijnen. Toen Willem VII later een anti-keizerlijke en pro-Franse politiek voerde en in het kamp van de Welfen terechtkwam, leverde hem dit niet onbelangrijke problemen op betreffende de keizerlijke autoriteit en zijn buurlanden die de keizer steunden.
Zijn ondersteuning van de politiek van de Welfen en zijn plannen om samen met koning Karel I van Napels Lombardije te veroveren, leverde hem in 1264 een oorlog op met Oberto Pallavicino, de belangrijkste leider van de Ghibellijnen in de regio. Willem bestreed Pallavicino met kordaatheid en effectiviteit, veroverde de forten van Acqui Terme, Tortona en Novi Ligure en vergrootte zijn domeinen in Nizza Monferrato. In 1265 kreeg hij versterking van Franse troepen, waardoor Willem zijn macht in Lanzo Torinese en in de omgeving van de stad Alessandria kon uitbreiden.

## Oorlog tegen Karel I van Napels
Net zoals vele van zijn voorgangers, was Willem geen toonbeeld van loyaliteit en wisselde hij vaak van alliantie. Zo verbrak hij kort na hun successen de alliantie met koning Karel I van Napels, omdat hij bang was van de groeiende macht van Karel in Noord-Italië en omdat hij vreesde omsingeld te geraken door een Angevijnse staat.
Willem sloot daarop een alliantie met koning Alfons X van Castilië, die zichzelf als de erfgenaam van Manfred van Sicilië (de vroegere tegenstander van koning Karel I van Napels) beschouwde en leider was van een anti-Angevijnse coalitie. Om de alliantie met Alfons X te versterken, huwde Willem (inmiddels weduwnaar geworden) in 1271 in Murcia met Alfons' dochter Beatrix  (1254-1280). Ook planden beide vorsten in 1270 het huwelijk tussen Alfons' zoon Jan en Willems dochter uit zijn eerste huwelijk Margaretha. Willem VII en Beatrix kregen een zoon: Johan I (circa 1275 - 1305), die Willem zou opvolgen als markgraaf van Monferrato. Ook hadden ze een dochter: Yolande (circa 1274 - 1317), die in 1285 huwde met de Byzantijnse keizer Andronikos II Palaiologos.
Als onderdeel van de alliantie beloofde Alfons X militaire steun aan Willem als het tot een aanval van de Angevijnen zou komen. Alfons benoemde zijn schoonzoon tot vicaris-generaal van Lombardije, wat zeer tegen de zin was van koning Karel I van Napels. Karel viel vervolgens de landerijen van Willem aan, maar ondanks alle beloften kreeg hij geen militaire steun van zijn schoonvader.
Willem stond er nu alleen voor in de oorlog tegen Karel en hij verloor de steden Tortona en Acqui Terme. Om verder gebiedsverlies te vermijden, sloot hij daarop een alliantie met de Ghibellijnse steden Pavia, Asti en Genua. Ook bleef hij wachten op hulp van Alfons X en uiteindelijk arriveerden er een klein aantal Castiliaanse troepen in Monferrato. Tegelijkertijd werd Willem wegens zijn bondgenootschap met de Ghibellijnse steden door paus Gregorius X geëxcommuniceerd. Willem begon nu samen met zijn bondgenoten de verdediging van zijn grondgebied voor te bereiden. Op 10 november 1274 vond de Slag bij Roccavione plaats, waarbij Willem en de Ghibellijnse Karel I van Napels definitief versloegen. Van deze overwinning maakte Willem gebruik om Trino Vercellese en Turijn te veroveren, tweede steden die toebehoorden tot het huis Savoye.
Rond 1278 werd Willem VII door de stad Vercelli erkend als heer en werd hij door de stad Alessandria erkend als gezagvoerder. Ook de steden Casale Monferrato en Tortona benoemden Willem tot hun gezagvoerder. Willem beëindigde de oorlog tegen Karel I van Napels dus met een sterkere positie dan toen de oorlog begon.

## Gezagvoerder van Milaan
Als militair leider van de Lombardische steden Pavia, Vercelli, Alessandria, Tortona, Genua, Turijn, Asti, Alba, Novara, Brescia, Cremona en Lodi was Willem eveneens het verkozen hoofd van de anti-Angevijnse coalitie. In 1278 werd Willem door aartsbisschop Ottone Visconti van Milaan gevraagd om de familie della Torre te bevechten, met een jaarlijks salaris van 10.000 lire. Willem VII slaagde echter niet in zijn opdracht en werd verslagen, waarna hij terugkeerde naar Monferrato.
Omdat Milaan beroofd was van militair leiderschap, riep Ottone Visconti al snel opnieuw de hulp in van Willem VII. Willem accepteerde de opdracht, maar vroeg in ruil om voor tien jaar de heerlijkheid Milaan te krijgen. 
Willem VII genoot niet lang van zijn tijd in Milaan, aangezien zijn autoriteit in Alessandria en Asti in vraag werd gesteld. Hij liet Milaan in handen van een vicaris en ging de opstandige steden bevechten. Op weg naar de steden werd hij echter gevangengenomen door heer Thomas III van Piëmont, die Willem tot vijand had gemaakt door de stad Turijn te veroveren. Voor zijn vrijlating moest Willem de steden Turijn, Grugliasco en Collegno afstaan, evenals een hoge som goud betalen. Op 21 juni 1280 werd hij terug vrijgelaten. Vanaf dat moment begon de macht in Piëmont langzaamaan in handen te komen van het huis Savoye.
Willem, wiens macht verzwakte door constante oorlogsvoering, verloor kort daarna de controle over Milaan. Op 27 december 1281 werd hij door Ottone Visconti weggestuurd uit de stad.

## De laatste oorlog
Als compensatie voor het verlies van Milaan kreeg Willem de stad Alba. Toen zijn dochter Yolande enkele jaren later met de Byzantijnse keizer Andronikos II Palaiologos huwde, vergezelde Willem Andronikos bij diens oorlogen. Bij deze oorlogen kende Willem een reeks nederlagen, die zijn vroegere overwinningen overschaduwden. De stad Asti maakte hier misbruik van en betaalde de inwoners van Alessandria in 1291 een hoge geldsom om opnieuw in opstand te komen tegen Willem. Vastbesloten om definitief af te rekenen met Alessandria, belegerde Willem met een grote troepenmacht de stad. Hij ging in op de oproepen van de stadsbevolking om over vrede te onderhandelen en betrad daarop de stad. De inwoners van Alessandria hadden dit echter als list gebruikt en zodra Willem in de stad was aangekomen, werd hij gevangengenomen en opgesloten in een ijzeren kooi. Een jaar later stierf Willem, nog steeds in gevangenschap. 
Zijn zoon Johan I volgde hem op als markgraaf van Monferrato. De landen die hij erfde waren door constante oorlogsvoering erg verdeeld en slechts een paar gemeenten waren Johan trouw. Johan moest voor zijn veiligheid zelfs naar Saluzzo gevoerd worden, waar hij een jaar verbleef. 
Willems lichaam werd teruggeven aan zijn familie en hij werd naast zijn vader begraven in de cisterciënzersabdij van Lucedio.

## Nalatenschap
Door de onophoudelijke expansionistische oorlogen tijdens het bewind van Willem VII werd het markgraafschap Monferrato verscheurd. Chivasso, de hoofdstad van het markgraafschap Monferrato, was in die tijd slechts een onbelangrijke provinciale stad. Ook zou het huis der Aleramiden er niet meer in slagen om hun autoriteit over Piëmont te vestigen.
De oorlog met koning Karel I van Napels was essentieel voor de verdediging van Willems domeinen. Ondanks de succesvolle overwinning in Roccavione slaagde Willem er niet in om zijn macht in Piëmont te behouden.
Buiten zijn politieke en militaire mislukkingen werd Willems vrijgevigheid door zijn tijdgenoten geprezen. Hij leidde een regering zonder onderdrukking en corruptie en dit was de reden waarom hij als bijnaam de Grote had.